# DNA barcoding
Il DNA barcoding è una metodica molecolare sviluppata per identificare entità biologiche e basata sull'analisi della variabilità di un marcatore molecolare. Nel regno animale, i cosiddetti metazoi, il marcatore principalmente utilizzato è un frammento del gene mitocondriale codificante la subunità I della citocromo ossidasi.

## Principio
Il principio alla base della metodica deriva dal contributo di Carl Woese il quale ha introdotto l'approccio molecolare come standard per l'identificazione di organismi procarioti: grazie alle prime applicazioni di questi studi su sequenze di geni ribosomali (rRNA) sono stati scoperti gli Archaea. Lo studio della variabilità di marcatori molecolari si è poi ampiamente diffuso per le analisi di popolazione, includendo svariati marcatori: rRNA, allozimi, microsatelliti, AFLP, ecc.

## Novità
Il DNA barcoding nasce da un'iniziativa di Paul D.N. Hebert della Università di Guelph, Ontario, Canada. Seppure non rivoluzionario dal punto di vista metodologico, la grande novità del DNA barcoding è la scala di analisi e la standardizzazione del metodo. Sulla scia di numerosi lavori scientifici, diversi enti stanno promuovendo ambiziosi progetti con l'obiettivo di associare ad ogni organismo vivente una o poche sequenze di DNA in grado di identificarlo univocamente.

## Applicazioni
Tale metodica, applicabile a tutta la scala degli esseri viventi, ha dato vita ad un vasto numero di applicazioni in diversi settori: dall'entomologia forense, alla ricerca di contraffazioni alimentari.

## Laboratori italiani nel comitato scientifico dell'International Barcode of Life iBOL
- ZEN lab - Laboratorio di Zoologia Numerica e Sperimentale dell'Università di Firenze

## Laboratori italiani consorziati a CBOL
- Istituto di Analisi dei Sistemi ed Informatica Antonio Ruberti - Consiglio Nazionale delle Ricerche
- Instituto Zooprofilattico Sperimentale del Piemonte
- Università di Roma Tor Vergata, dipartimento di Biologia
- International Centre for Genetic Engineering and Biotechnology
- Università di Udine
- ZooPlantLab - Università di Milano Bicocca

## Centri di servizio
- FEM2 - Ambiente Sito ufficiale dello spin-off del Dipartimento di Biotecnologie e Bioscienze dell'Università degli Studi di Milano-Bicocca
- BMR Genomics, spin off dell'Università di Padova - CRIBI